# Llorenç Tomás
Pour les articles homonymes, voir Tomas.
Llorenç Tomás (né le 8 janvier 1991) est un coureur cycliste espagnol, spécialiste de la piste.

## Biographie
Lors de la saison 2023, il devient champion d'Espagne de poursuite par équipes, avec le comité des îles Baléares,. Il remporte de nouveau ce titre en 2024. 

## Palmarès sur piste

### Championnats nationaux
- 2008
  -  Champion d'Espagne de l'américaine juniors (avec Albert Torres)
- 2009
  -  Champion d'Espagne de vitesse par équipes juniors[4]
  - 3e du championnat d'Espagne de vitesse juniors
  - 3e du championnat d'Espagne du keirin juniors
- 2016
  - 2e du championnat d'Espagne de vitesse par équipes
- 2017
  - 3e du championnat d'Espagne de vitesse par équipes
- 2023
  -  Champion d'Espagne de poursuite par équipes
  - 3e du championnat d'Espagne du keirin
- 2024
  -  Champion d'Espagne de poursuite par équipes

### Championnats régionaux
- 2019
  - Champion des îles Baléares de course aux points
- 2020
  - Champion des îles Baléares de l'omnium[5]
- 2023
  - Champion des îles Baléares de vitesse
  - Champion des îles Baléares de l'omnium

## Palmarès sur route
- 2024
  - Memorial Vallespir y Zuzama